# Войковский район
Во́йковский райо́н — район в Северном административном округе города Москвы. Району соответствует внутригородское муниципальное образование муниципальный округ Войковский.

## Характеристика района
Войковский район — один из 16 районов Северного административного округа столицы.
Граница района проходит от пересечения границы полосы отвода Рижского направления МЖД, по юго-восточной границе полосы отвода малого кольца МЖД, по восточной и северо-восточной границам парка «Покровское-Стрешнево», далее по оси Иваньковского шоссе до плотины Химкинского водохранилища, по его юго-восточной границе, по осям Ленинградского и Головинского шоссе (чётная сторона), осям улицы Нарвской, Нарвскому путепроводу, улицы Клары Цеткин (нечётная сторона), по юго-западной границе НИИ экономики и информации по радиоэлектронике, улице Большая Академическая (нечётная сторона) до границы полосы отвода Рижского направления МЖД.
Территория района — 661 га, население — свыше 70 тыс. человек.
Это и жилой район Москвы, и научно-промышленный: здесь сосредоточены 29 больших и малых промышленных предприятий и 8 научно-исследовательских институтов.
Среди них — завод «Авангард», АО «Радикон», Московский завод шлифовальных инструментов, НИИ эпидемиологии и микробиологии им. Габричевского и др. В районе находится и Академия управления МВД России.
Развита инфраструктура района, выходит газета «Районная Неделя».

## Герб района

### Геральдическое описание
В щите московской формы — серебряный узкий косой крест. В верхнем, голубом поле — серебряный плывущий лебедь; в левом и правом зелёных полях — по две золотые сосны; в нижнем, красном поле, мурованном золотыми швами, — серебряный молот в столб. Под щитом на золотой ленте — надпись голубыми буквами «ВОЙКОВСКИЙ»

### Объяснение символики
Серебряный косой крест символизирует две транспортные магистрали — окружную железную дорогу и автомобильное шоссе. Голубое поле символизирует речку Химку (Хинку), водохранилище, родники, пруды. Серебряный лебедь — главный символ одноимённых микрорайона, родника, санатория. Золотые сосны в зелёных полях указывают на произрастание здесь в прошлом корабельных сосен. Красное, мурованное золотыми швами, поле (кирпичная стена) символизирует память о кирпичных заводах, одних из старейших в столице. Серебряный молоток символизирует давнее развитие в районе промышленных производств: чугунолитейного завода «Русское общество братьев Кертинг», завода порошковой металлургии, завода шлифовальных инструментов.

## История
Территория нынешнего района «Войковский» была заселена людьми ещё в глубокой древности, об этом свидетельствуют археологические раскопки 1932-34 гг., однако многоэтажное строительство началось лишь при советской власти. Основная магистраль района — Ленинградское шоссе — имеет давнюю историю. Бывшее Петроградское шоссе в 1924 году стало Ленинградским и является главной магистралью на пути в Санкт-Петербург. В XV—XVII веках через село Нахинское, впоследствии Никольское, шла большая торговая дорога на Тверь, по ней ехали торговые люди, многочисленные обозы с товарами, гнали гурты скота. Недаром старая пословица гласила: «Город Тверь — в Москву дверь». В XVIII веке, когда Пётр I перенёс столицу в Петербург, дорога связала два крупнейших города России.
По Ленинградскому шоссе уходили на фронт в грозные дни осени 1941 года доблестные защитники столицы — соединения Советской Армии и полки дивизий народного ополчения, сформированные из москвичей добровольцев. О том суровом времени напоминает бывшая Новоподмосковная улица, названная именами Зои и Александра Космодемьянских. Здесь находится школа № 201, в которой в 1933—1941 гг. учились будущие герои. В бывшем здании филиала Дворца пионеров и школьников (ныне Детско-юношеский центр «Войковский»), рядом с кинотеатром «Варшава», в 1942—1943 гг. размещался госпиталь для партизан.
Близ станции метро «Войковская» шоссе проходит по путепроводу, который часто называют «Мост Победы», над железнодорожной линией. Бронзовые фигуры воинов-победителей — советского солдата в накинутой на плечи плащ-палатке и девушки-снайпера — возвышаются на 10 метровых гранитных колоннах у въезда на путепровод. Этот монумент скульптора Н. В. Томского и архитектора Д. Н. Чечулина, названный «Триумф Победы», установлен в 1943 году.
Под путепроводом параллельно железнодорожной линии уходит направо от Ленинградского шоссе улица Космонавта Волкова, дважды Героя Советского Союза, погибшего 30 июня 1971 года вместе со своими товарищами-космонавтами Г. Т. Добровольским и В. И. Пацаевым при возвращении космического корабля на Землю. В начале улицы воздвигнут памятник Владиславу Николаевичу Волкову (скульптор Г. М. Тонзе, архитекторы И. М. Студенкин и Б. И. Тхор).
Станция метро «Войковская» получила своё название по расположенному в этой части Москвы посёлку Войковец при заводе им. Войкова (проектные названия — «Завод Войкова» и «Посёлок Войкова»).
За вторым вестибюлем станции метро «Войковская» в 1970 году построен кинотеатр «Варшава» с большим киноконцертным залом на 1200 мест, который на данный момент[когда?] не работает, а помещение сдано компании «Росинтер» под ресторан. В парке имени Воровского у киноконцертного зала к 50-летию Победы на средства района, коммерческих организаций и пожертвования жителей была установлена скульптурная композиция «Победа» работы скульптора А. Е. Нейстата. Площадь, на территории которой находится кинотеатр, названа в честь одного из руководителей революционных выступлений варшавских рабочих в 1905 году — Я. С. Ганецкого.
Улица адмирала Макарова названа в честь выдающегося русского флотоводца и ученого-океанографа, вице-адмирала, героя русско-турецкой войны, сыгравшего большую роль в создании флота России и погибшего при взрыве броненосца «Петропавловск» в Порт-Артуре.
Выборгская улица названа в честь Выборга — старинного города, основанного новгородцами на Финском заливе ещё в XII веке. С этим городом связан один из завершающих этапов битвы за Ленинград во время Великой Отечественной войны — Выборгская операция — прорыв обороны противника на Карельском перешейке.
Головинское шоссе (XIX век) ведёт в бывшее подмосковное село Головино, в прошлом вотчину боярина Ивана Владимировича Головы.
Старопетровский проезд (бывшая дорога к селу Петровское), названный так после 1917 года, пересекается с улицей Клары Цеткин.
Радиаторские улицы названы так в связи с посёлком рабочих завода «Красный Радиатор». В 1897 г. немцы братья Кертинг купили участок земли недалеко от села Коптево, и построили на нём завод по производству отопительных приборов. В начале XX века начался перевод домов на центральное отопление, и появился спрос на отопительное оборудование: котлы, трубы, радиаторы отопления. После революции 1917 года завод был национализирован и стал называться «Красный Радиатор», позже он был переименован в «Чугунолитейный завод имени П. Л. Войкова». О существовании когда-то посёлка завода «Красный радиатор» напоминают номерные Радиаторские улицы.
Вокзальная улица названа в связи с близким расположением станции Подмосковная Рижского направления Московской железной дороги, на территории которой находится платформа Красный Балтиец).
Улица Зои и Александра Космодемьянских названа в честь 3. А. Космодемьянской и А. А. Космодемьянского — сестры и брата, Героев Советского Союза 9 мая 1960 года. Ранее она называлась Новоподмосковная улица по своему расположению, недалеко от станции «Подмосковная».
Улица Космонавта Волкова названа в честь Героя Советского Союза Владислава Волкова, трагически погибшего в 1971 году при разгерметизации спускаемого аппарата во время посадки корабля «Союз-11». Ранее эта улица называлась Подмосковное шоссе, о чём напоминают Новоподмосковные переулки, и станция Подмосковная Рижского направления Московской железной дороги.
Нынешний облик района «Войковский» начал формироваться в 1930-е годы, когда на его территории появилось Химкинское водохранилище, первые многоэтажные жилые дома, заводы и институты. После 1945 г. началось массовое жилищное и промышленное строительство — появились новые кварталы (например, знаменитый в 1970-е годы микрорайон «Лебедь»). Ныне в районе полным ходом идёт реконструкция ветхого жилого фонда и обширных территорий промышленных предприятий, возводятся объекты соцкультбыта.

## Население
| 2002    | 2010    | 2012    | 2013    | 2014    | 2015    | 2016    |
| ------- | ------- | ------- | ------- | ------- | ------- | ------- |
| 67 470  | ↘64 933 | ↗66 327 | ↗67 051 | ↗68 285 | ↗68 738 | ↗69 273 |
| 2017    | 2018    | 2019    | 2020    | 2021    | 2023    | 2024    |
| ↗69 311 | ↗70 192 | ↗70 729 | ↗70 899 | ↗71 241 | ↗72 033 | ↗72 173 |

### Национальный состав
По итогам переписи населения 2020 года проживали следующие национальности (национальности менее 0,1 % и другое, см. в сноске к строке «Другие»):
| Национальность | Численность, чел. | Доля     |
| -------------- | ----------------- | -------- |
| Русские        | 52 358            | 73,49 %  |
| Армяне         | 350               | 0,49 %   |
| Татары         | 343               | 0,48 %   |
| Украинцы       | 252               | 0,35 %   |
| Евреи          | 206               | 0,29 %   |
| Таджики        | 157               | 0,22 %   |
| Азербайджанцы  | 103               | 0,14 %   |
| Узбеки         | 101               | 0,14 %   |
| Киргизы        | 93                | 0,13 %   |
| Грузины        | 83                | 0,12 %   |
| Белорусы       | 75                | 0,11 %   |
| Другие         | 17 120            | 24,04 %  |
| Итого          | 71 241            | 100,00 % |

## Образование
На территории района расположено 8 общеобразовательных школ, 15 детских садов, взрослая поликлиника № 136, детская поликлиника № 45, стоматологическая поликлиника № 9.

### Общеобразовательные школы
- № 90 (вечерняя — сменная школа)
- № 201 ордена Трудового Красного Знамени имени Героев Советского Союза Зои и Александра Космодемьянских
- № 213
- № 224
- № 225 «Русская гуманитарная школа»
- № 717 (с гимназическими классами)
- № 726
- № 1250 (с углублённым изучением английского языка)
- № 2099

## Транспорт

### Метро
Станция метро «Войковская» Замоскворецкой линии Московского метрополитена была открыта 31 декабря 1964 года.
Южный вестибюль станции «Водный стадион» Замоскворецкой линии также находится в Войковском районе.

### Железнодорожный транспорт
На границе с районом Сокол находится пассажирская платформа «Ленинградская» Рижского направления Московской железной дороги. Платформа имеет только один выход на 1-й Войковский проезд.
В связи с открытием 10 сентября 2016 движения по МЦК для жителей района стали доступны станции Балтийская и Стрешнево.

### Автобусы
По территории района проходят около 13 автобусных маршрутов.
Таблица: автобусные маршруты (данные на январь 2024 года)
| № маршрута | Следует к станциям метро                                    | Конечный пункт 1         | Конечный пункт 2                 |
| ---------- | ----------------------------------------------------------- | ------------------------ | -------------------------------- |
| 90         |                                                             | Войковская               | Речной вокзал                    |
| 114        | Петровско-Разумовская                                       | Базовская улица          | Лианозово                        |
| 204        |                                                             | Войковская               | Петровско-Разумовская            |
| 403        | Полежаевская, Аэропорт, Сокол, Войковская, «Водный стадион» | Карамышевская набережная | Прибрежный проезд                |
| 780        |                                                             | Войковская               | Улица Приорова                   |
| т57        |                                                             | Войковская               | Мост Октябрьской железной дороги |

Также по району проходят и другие маршруты автобусов: 282, 323, 591, 621, 905, н1 (ночной).

### Трамваи
Первая в районе трамвайная линия появилась в 1935 году. На данный момент по территории района курсируют 4 трамвайных маршрута.
Таблица: трамвайные маршруты (данные на июнь 2020 года)
| № маршрута | Следует к станциям метро | Конечный пункт 1       | Конечный пункт 2        |
| ---------- | ------------------------ | ---------------------- | ----------------------- |
| 23         | «Сокол»                  | Михалково              | Ст. метро «Сокол»       |
| 27         |                          | Ст. метро «Войковская» | Ст. метро «Дмитровская» |
| 30         | «Строгино», «Щукинская»  | улица Кулакова         | Михалково               |
| 31         | «Щукинская»              | Ст. метро «Войковская» | Проспект Маршала Жукова |

## Автомобильные дороги
Общая длина дорог района 210,8 км.
Основная транспортная магистраль — это Ленинградское шоссе. Среди крупных улиц можно отметить Головинское шоссе, улицу Зои и Александра Космодемьянских и улицу Космонавта Волкова.
По границе района пройдёт одна из крупнейших магистралей Москвы — Северо-Западная хорда, в состав которой будет включена Большая Академическая улица, а также построенный под Рижским направлением МЖД Алабяно-Балтийский тоннель.